# Julia Hailes
Julia Hailes (ur. 1961) – brytyjska pisarka, zadebiutowała w 1988 r. książką The Green Consumer Guide. Na świecie sprzedano milion egzemplarzy tej książki. W 2007 r. napisała kolejną książkę The New Green Consumer Guide. W 1999 r. otrzymała Order Imperium Brytyjskiego, za działania na rzecz ochrony środowiska. Była konsultantem międzynarodowych firm, takich jak Shell i Marks & Spencers.